# Wild Side (canção)
"Wild Side" é uma canção da cantora estadunidense Normani, gravada para seu futuro primeiro álbum de estúdio. A faixa conta com a participação da rapper compatriota Cardi B. Foi escrita pelas duas intérpretes ao lado de Keynon Moore, Pardison Fontaine, Starrah, Dave Cappa, Jonah Christian, June Nawakii, Taylor Ross e Tyler Rohn, e foi produzida pelos últimos seis e Normani. Foi lançada como primeiro single do disco em 16 de julho de 2021, através da RCA Records e Keep Cool. A canção marca o primeiro single de Normani desde "Motivation" de 2019. 
"Wild Side" recebeu aclamação da crítica após o lançamento, com elogios aos vocais e sua produção. A canção contém interpolação do single de 1996, "One in a Million" de Aaliyah. O vídeo foi dirigido por Tanu Muino e lançado simultaneamente com a canção.

## Vídeo musical
O vídeo de "Wild Side" foi lançado em conjunto com a faixa, com direção assinada por Tanu Muino, que trabalhou com Katy Perry, Rosalía, Lil Nas X e Cardi B anteriormente, e coreografia de Sean Bankhead, que trabalhou anteriormente com a artista em "Motivation".

## Faixas e formatos
| Download digital / streaming |                             |         |  |
| N.º                          | Título                      | Duração |  |
| 1.                           | "Wild Side" (feat. Cardi B) | 3:29    |  |

| Download digital / streaming (Versão extendida) |                                                |         |  |
| N.º                                             | Título                                         | Duração |  |
| 1.                                              | "Wild Side" (feat. Cardi B)                    | 3:29    |  |
| 2.                                              | "Wild Side" (feat. Cardi B) (Extended Version) | 4:08    |  |

## Histórico de lançamento
| Região | Data                | Formato                     | Gravadora      | Referências |
| ------ | ------------------- | --------------------------- | -------------- | ----------- |
| Vários | 16 de julho de 2021 | Download digital, streaming | RCA, Keep Cool | [ 4 ]       |